# Embalse del Kuma
El embalse del Kuma (del ruso: Кумское водохранилище), es un gran embalse artificial  localizado en el curso inferior del río Kuma (o Kovda), en la república de Carelia. Ha anegado en la larga zona de remanso, de unos 1.910 km² de superficie y 153 km de longitud, varios lagos naturales, como el lago Topozero (de 986 km²), el lago Pyaozero (de 659 km²), el lago Kundozero y el Tsipringa.
El lago fue creado para la generación de energía hidroeléctrica tras la construcción entre 1955 y 1963 de una presa de 700 m de longitud y 19,5 m de altura que alimenta la central hidroeléctrica Kuma (Кумской ГЭС), además de proporcionar agua y permitir desempeñar en sus aguas diversas pesquerías (corégono blanco, tímalo, paglia, lucio europeo, corégono, trucha, olía).

## Enlaces externos

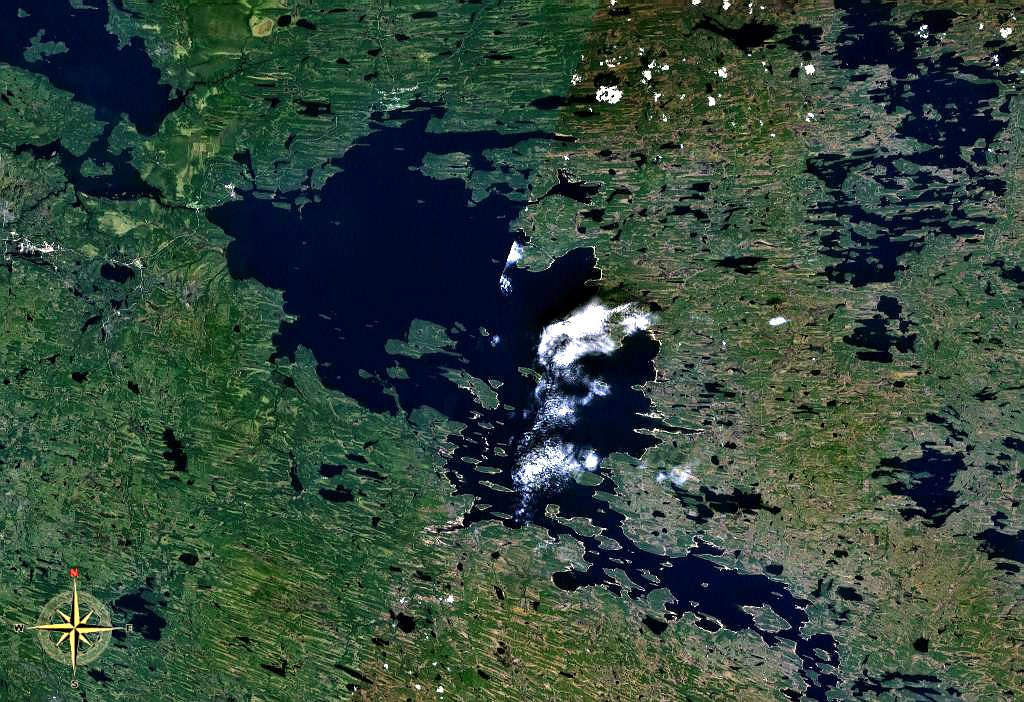
Parte sur, con el lago Topozero